# Paolo Bianco
Paolo Bianco (Foggia, 20 de agosto de 1977) é um ex-futebolista profissional italiano, defensor, atuou por último no Unione Sportiva Sassuolo Calcio, em 2015.